# Pedro Angulo
Pedro Angulo (Burgos, 1500 – Salamá, 1º aprile 1562) è stato un vescovo cattolico e missionario spagnolo.

## Biografia
Nel 1524 si recò in America per fare fortuna, ma, commosso dalla sorte degli indios, si fece domenicano (1528) e creò nel Guatemala una provincia domenicana (1551). Fondò inoltre Verapaz, di cui fu nominato vescovo nel 1561.